# Two International Finance Centre
Two International Finance Centre är en skyskrapa i Hongkong. Byggnaden är 415 meter hög och har 88 våningar. Skyskrapan var Hongkongs högsta byggnad mellan 2003 och 2010, då den övertogs av International Commerce Centre. Byggnaden ritades av César Pelli.